# Joseph Woll
Pour les articles homonymes, voir Woll.
Joseph Woll (né le 12 juillet 1998 à Dardenne Prairie dans l'État du Missouri aux États-Unis) est un joueur professionnel américain de hockey sur glace. Il évolue au poste de gardien de but.

## Biographie

### Carrière en club
En 2014, il commence sa carrière en junior avec l'USNDP dans l'USHL. Il est choisi au 3e tour, en 62e position par les Maple Leafs de Toronto lors du repêchage d'entrée dans la LNH 2016. 
De 2016 à 2019, il poursuit un cursus universitaire à l'université de Boston College. Il porte alors les couleurs des Eagles de Boston College dans le championnat NCAA.
Il passe professionnel en 2019 avec les Marlies de Toronto, club-école des Maple Leafs de Toronto dans la Ligue américaine de hockey .
Le 13 novembre 2021, il joue son premier match dans la Ligue nationale de hockey avec les Maple Leafs face aux Sabres de Buffalo.

### Carrière internationale
Il représente les États-Unis en sélections jeunes. Il remporte la médaille d'or lors du championnat du monde junior 2017.

## Trophées et honneurs personnels
- Hockey East :
  - 2016-2017 : nommé dans l'équipe des recrues.
  - 2017-2018 : nommé dans la troisième équipe des étoiles.

- LAH :
  - 2022-2023 : participe au match des étoiles.